# US Concarneau
Union Sportive Concarnoise – francuski klub piłki nożnej z siedzibą w Concarneau (Bretania), założony w 1911 roku. Obecnie występuje w Championnat National.

## Stadion
Ponieważ stadion Stade Guy-Piriou drużyny Concarneau nie spełnia standardów Ligue 2, klub rozgrywa swoje mecze domowe na Stade Francis-Le Blé w Brest, Stade du Moustoir w Lorient i Stade de Roudourou w Guingamp.

## Sukcesy

### Rozgrywki ligowe
- Championnat National (3 poziom rozgrywkowy)
  - Mistrzowie: 2022/23
- Championnat National 2 (4 poziom rozgrywkowy)
  - Mistrzowie: 2015/16
- Dywizja 4 (4 poziom rozgrywkowy)
  - Mistrzowie: 1981/82
- Championnat National 3 (5 poziom rozgrywkowy)
  - Mistrzowie: 2005/06
- Régional 1 (6 poziom rozgrywkowy)
  - Mistrzowie: 1968/69, 1999/00[3]

## Obecny skład
Stan na 6 maja 2024
| Nr | Poz. | Piłkarz                                       |
| -- | ---- | --------------------------------------------- |
| 1  | BR   | Maxime Pattier                                |
| 2  | OB   | Alec Georgen                                  |
| 3  | OB   | Abdelwahed Wahib                              |
| 4  | OB   | Guillaume Jannez (kapitan)                    |
| 5  | OB   | Mamadou Sylla                                 |
| 6  | PO   | Alexandre Phliponeau                          |
| 7  | NA   | Isaac Matondo                                 |
| 8  | PO   | Tom Lebeau                                    |
| 9  | NA   | Noha Ndombasi                                 |
| 10 | NA   | Fahd El Khoumisti                             |
| 11 | NA   | Axel Urie                                     |
| 12 | OB   | Julien Célestine                              |
| 13 | NA   | Bevic Moussiti-Oko                            |
| 14 | NA   | Pape Ibnou Ba                                 |
| 15 | PO   | Gabriel Barès (Wypożyczony z Montpellier HSC) |

| Nr | Poz. | Piłkarz                                    |
| -- | ---- | ------------------------------------------ |
| 17 | PO   | Maxime Etuin                               |
| 18 | NA   | Yanis Merdji                               |
| 19 | NA   | Kandet Diawara (Wypożyczony z Le Havre AC) |
| 20 | PO   | Baptiste Mouazan                           |
| 21 | NA   | Nassim Chadli (Wypożyczony z Le Havre AC)  |
| 22 | NA   | Clément Rodrigues                          |
| 23 | OB   | Romain Sans                                |
| 24 | NA   | Ambroise Gboho                             |
| 25 | PO   | Bryan Pelé                                 |
| 26 | PO   | Thibault Sinquin                           |
| 28 | OB   | Issouf Paro                                |
| 30 | BR   | Esteban Salles                             |
| 33 | OB   | Julien Faussurier                          |
| 40 | BR   | Rudy Boulais                               |